# Luigi Frullini
Luigi Frullini, född den 25 mars 1839 i Florens, död där den 29 juni 1897, var en italiensk träsnidare.
Frullini var elev på akademien i sin hemstad och senare professor där. Hans arbeten i ekträ, paneler, möbler och många andra, gärna i florentinsk renässansstil, förskaffade honom ett världsnamn, och konstindustrimuseerna tävlade från 1860-talet om att förvärva prov på hans konst. Ett av hans berömdaste arbeten är utsmyckningen av ett bibliotek och en matsal i Newport (Nordamerika). Ett urval av hans verk är återgivna i Holzskulpturen von Luigi Frullini (30 tavlor, Berlin 1884; 2:a samlingen, 24 tavlor, 1886).